# 히트파이프

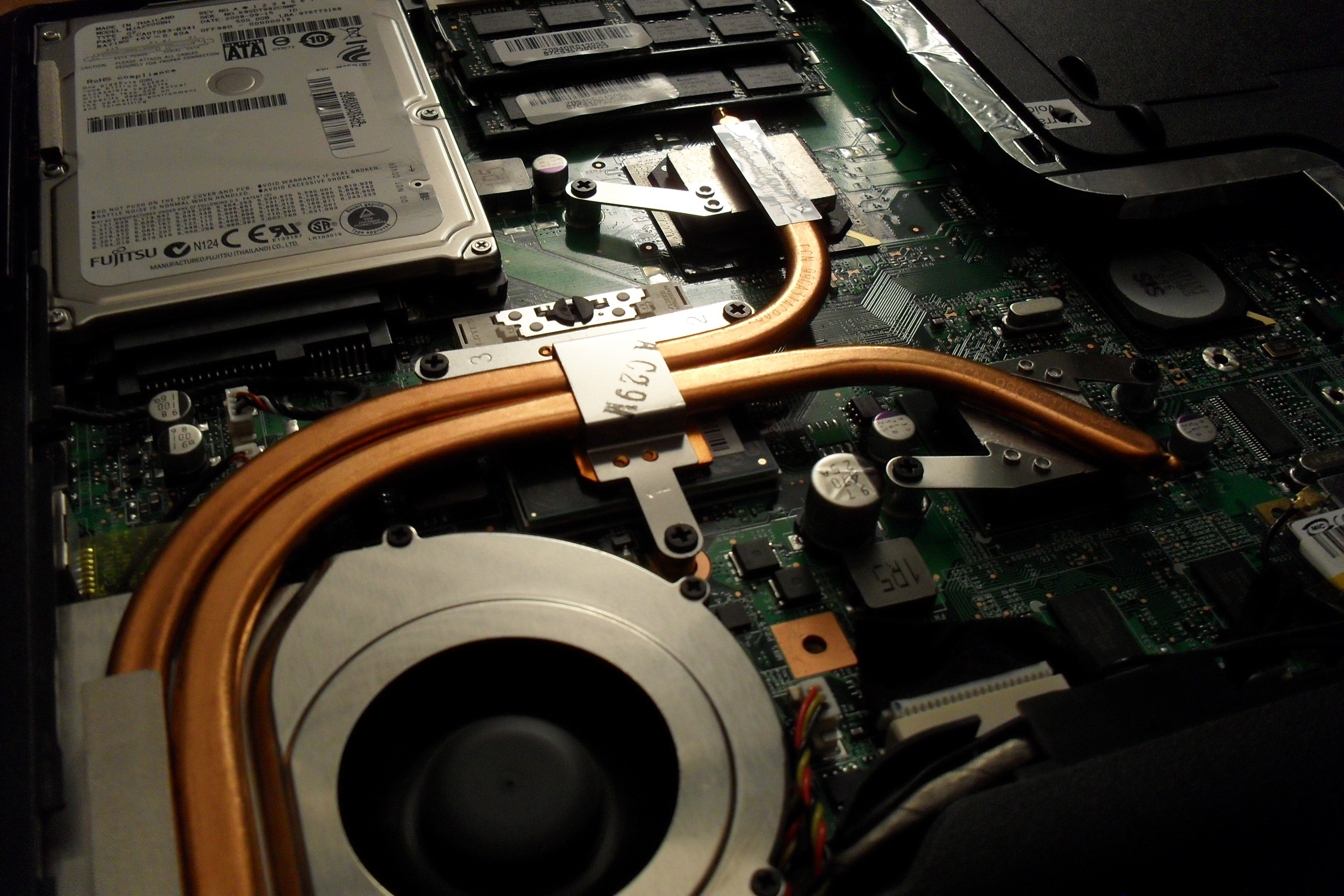
노트북 컴퓨터의 히트파이프 시스템.

히트파이프(heat pipe)는 열전도율과 상전이의 원리를 병합하여 효율적으로 두 고체의 계면 간에 열을 전달하는 열교환기이다.

## 동작
히트파이프가 동작해야 하는 온도에 따라 작동 유체(working fluid)가 선택되며, 그 예는 매우 낮은 온도(2~4 K)을 위한 액체 헬륨, 수은(523~923 K), 나트륨(873~1473 K), 심지어는 매우 높은 온도를 위한 인듐(2000~3000 K)에 이르기까지 다양하다. 실온에서의 대부분의 히트파이프는 암모니아(213~373 K), 알콜(메탄올 (283~403 K) 또는 에탄올(273~403 K)) 또는 물(298~573 K)을 작동 유체로서 사용한다. 구리/물 히트파이프는 구리로 밀폐되어 있으며 물을 작동 유체로 사용하며 일반적으로 20~150 °C 범위의 온도에서 동작한다.
히트파이프에는 기계적으로 움직이는 부품이 없으며 일반적으로 유지보수가 필요 없다.
다른 수많은 열 발산 구조와 견주어 히트파이프의 장점은 열 전달이 대단히 효율적이라는 점이다. 2피트 길이의 지름 1인치 파이프는 1,800 °F 온도(약 980 °C)에서 시종일관 18 ° 정도의 하락만 있으며 시간 당 12,500 BTU (3.7 kWh)를 전달할 수 있다.

## 종류
표준 히트파이프인 CCHPs(constant conductance heat pipes) 외에도 수많은 기타 유형의 히트파이프가 존재하며 다음을 포함한다:
- 베이퍼 챔퍼(vapor chamber 또는 planar heat pipe): 열류 전달, 표면등열처리에 사용
- VCHP(Variable conductance heat pipe)
- PCHP(Pressure controlled heat pipe)
- 다이오드 히트 파이프(Diode heat pipe): 정방향에서 고열 전도성을 지니며 역방향에서 저열 전도성을 지님
- 열사이폰(Thermosyphon): 중력/가속의 힘으로 액체가 증발기로 돌아오는 히트파이프
- 회전형 히트파이프(Rotating heat pipe)

## 같이 보기
- 히트싱크
- 수랭